# Carl Ulitzka

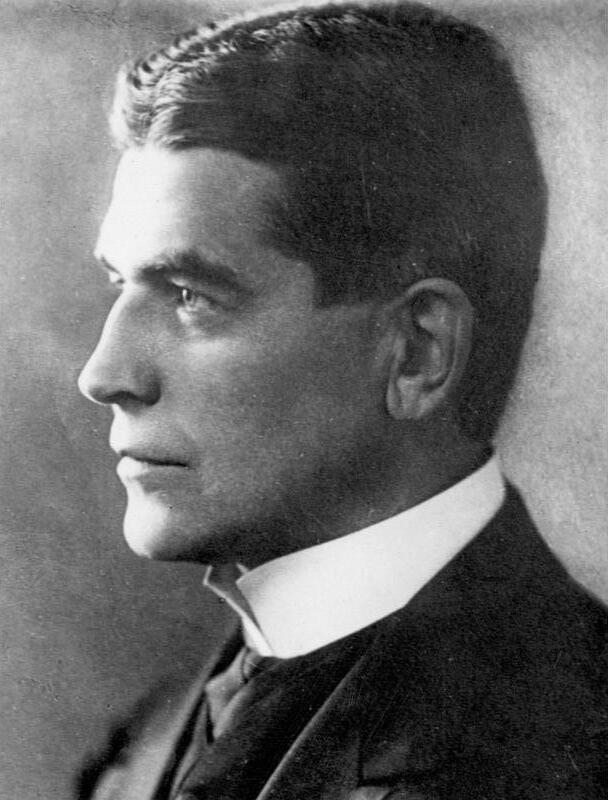
Carl Ulitzka ca. 1920

Carl Ulitzka, auch Karl (* 24. September 1873 in Jernau, Landkreis Leobschütz in Schlesien; † 12. Oktober 1953 in Berlin-Friedrichshagen) war ein römisch-katholischer Priester, oberschlesischer Zentrumspolitiker und Reichstagsabgeordneter (1920–1933). Er war Vorsitzender des oberschlesischen Zentrums für die Geschichte Oberschlesiens.

## Leben
Ulitzka wurde in Jernau im oberschlesischen Kreis Leobschütz geboren.
Im Jahre 1893 bestand er in Ratibor die Abiturprüfung, studierte anschließend an der Universität Breslau und an der Universität Graz Katholische Theologie, beendete im Jahre 1896 in Breslau dieses Studium erfolgreich und empfing nach dem Alumnatsjahr am 21. Juni 1897 von Georg Kardinal Kopp in der Breslauer Kreuzkirche die Priesterweihe. Während seines Studiums wurde er Mitglied der katholisch nichtschlagenden Studentenverbindungen KÖHV Carolina Graz im CV (ab 1933 im ÖCV) und KDStV Winfridia Breslau im CV. 
Ulitzka machte erste seelsorgliche Erfahrungen in der katholischen Diaspora im oberschlesischen Kreuzburg, wo er von 1897 bis 1901 Kaplansjahre verbrachte. Im September 1901 wurde er Pfarradministrator in Bernau bei Berlin, seinerzeit zum Bistum Breslau gehörig. Hier machte er sich besonders verdient mit der unter seiner Verantwortung erfolgten Erbauung der Herz-Jesu-Kirche in Bernau 1907/08 und der Errichtung der Sankt-Marien-Kirche 1908/09 in Biesenthal, welches zum damaligen Zeitpunkt zum Pfarrbezirk Bernau gehörte.
Im Jahre 1910 ging Ulitzka in seine oberschlesische Heimat zurück, wurde Pfarrer der St. Nikolauskirche in Ratibor-Altendorf und engagierte sich für die katholische Zentrumspartei in der Kommunalpolitik Ratibors. 1911 unterzeichnete er eine Erklärung oberschlesischer Priester, welcher der Kölner Richtung im deutschen Katholizismus eine Absage erteilte und die Angriffe der Schlesischen Volkszeitung gegen Hans Georg von Oppersdorff kritisierte. Nach dem Ende des Ersten Weltkrieges war Ulitzka Zentrumsabgeordneter Oberschlesiens in der Weimarer Nationalversammlung – anschließend von 1920 bis 1933 Zentrumsabgeordneter im Reichstag – und trat zunächst für ein unabhängiges Oberschlesien als ein Bundesstaat des Deutschen Reiches ein. Dann aber, als das neu erstandene Polen sich ganz Oberschlesien einverleiben wollte, setzte er sich für den Erhalt des Status quo ein. Während der drei Polnischen Aufstände in Oberschlesien und der Abstimmungen, die zur Abtrennung Ostoberschlesiens führten, war Ulitzka ein entschiedener Vertreter der prodeutschen Bewegung und damit ein Gegenspieler von Wojciech Korfanty, verzichtete aber im Gegensatz zu Korfanty dabei auf die Anwendung von Gewalt. Nach der Nachwahl in Oberschlesien war er vom 19. November bis zu seiner Mandatsniederlegung am 18. Dezember 1922 kurzzeitig Mitglied des Preußischen Landtages.

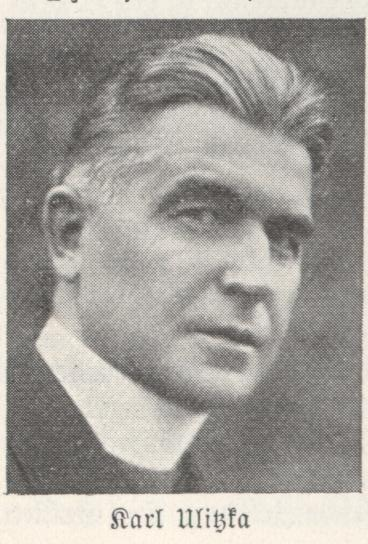
Carl Ulitzka 1931

Sein politisches Engagement endete am 9. März 1933, als er nach der letzten großen Zentrumsveranstaltung in Gleiwitz von SA-Gruppen aus dem Saal getrieben und hernach misshandelt wurde. Trotzdem stimmte er am 24. März 1933 aus Sorge um den Erhalt kirchlicher Freiheiten für die Annahme des Ermächtigungsgesetzes Hitlers.

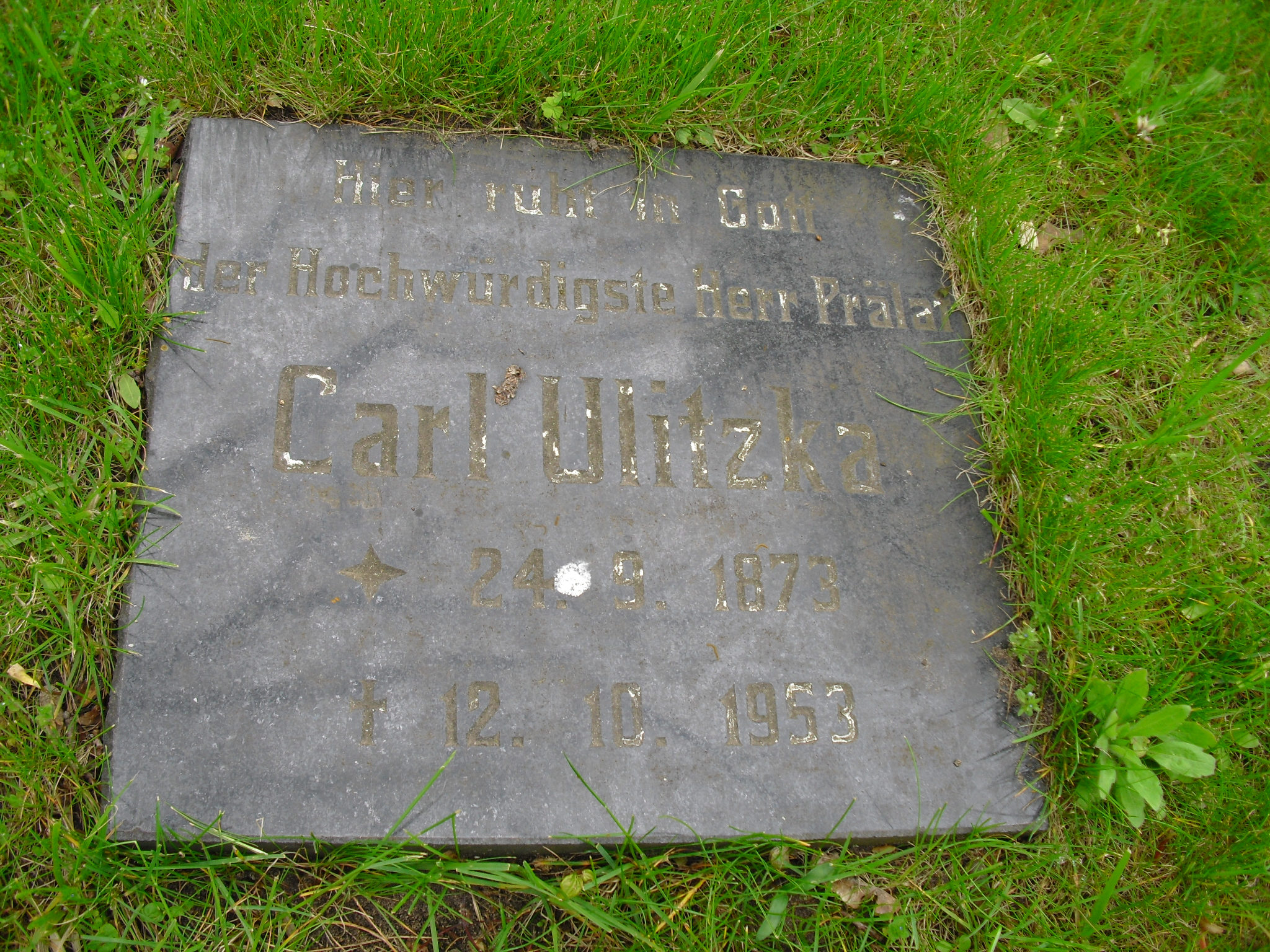
Grabplatte für Carl Ulitzka auf dem Karlshorster Friedhof

1939 wurde Ulitzka wegen seines Eintretens für den Gebrauch der polnischen Sprache aus Schlesien ausgewiesen und wurde Krankenhausseelsorger im St. Antonius-Hospital in Berlin-Karlshorst. Im Rahmen der Aktion Gitter wurde Ulitzka am 28. Oktober 1944 von der Gestapo verhaftet und am 21. November 1944 in das Konzentrationslager Dachau verbracht. Hier konnte er am 17. Dezember an der Priesterweihe des 1996 selig gesprochenen Karl Leisner durch den Bischof von Clermont-Ferrand Gabriel Piguet teilnehmen (die einzige Weihe in einem dt. KZ). Nach der Befreiung aus Dachau im März 1945 ging er über Berlin nach Ratibor zurück, wo er am 5. August 1945 ankam, dieses aber bereits am 12. August 1945 fluchtartig wieder verlassen musste, nachdem ihm von polnischer Seite unmissverständliche Morddrohungen zugegangen waren. In Berlin nahm er seine Tätigkeit als Krankenhausseelsorger des St. Antonius-Hospitals wieder auf und gelangte mit dieser medizinischen Einrichtung, die ihre Gebäude zugunsten der Sowjetischen Besatzungsmacht räumen musste, nach Berlin-Friedrichshagen. Er betreute in der provisorisch eingerichteten Hauskapelle nicht nur die Patienten des Krankenhauses seelsorgerisch, sondern führte auch Gottesdienste für die katholischen Einwohner Friedrichshagens zusammen mit dem Pfarrer Erhard Golisch durch, weil die St. Franziskus-Kapelle zerstört war.
Sein politisches Engagement setzte Ulitzka dadurch fort, dass er in die neu gegründete CDU eintrat und sich für die Belange seiner heimatvertriebenen Landsleute verwendete.
Am 12. Oktober 1953 starb Carl Ulitzka in Berlin-Friedrichshagen und wurde auf dem evangelischen Karlshorster und Neuen Friedrichsfelder Friedhof in Berlin-Karlshorst bestattet.
Seine größte politische Leistung war das Engagement zum Aufbau einer eigenständigen Provinz Oberschlesien nach dem Ersten Weltkrieg und den drei Polnischen Aufständen in Oberschlesien (1919–1921).